# Berberlövkoja
Berberlövkoja (Matthiola parviflora) är en korsblommig växtart som först beskrevs av Peder Kofod Anker Schousboe, och fick sitt nu gällande namn av William Townsend Aiton. Enligt Catalogue of Life ingår Berberlövkoja i släktet lövkojor och familjen korsblommiga växter, men enligt Dyntaxa är tillhörigheten istället släktet lövkojor och familjen korsblommiga växter. Arten förekommer tillfälligt i Sverige, men reproducerar sig inte. Inga underarter finns listade i Catalogue of Life.